# Брунони
Бруноните (на немски: Brunonen) са саксонски благороднически род от 10 до 11 век.
Името идва от Бруно († 880) херцог на Саксония, род Лиудолфинги. Фамилията има тясни роднински връзки с кралската Салическа династия.
Граф Бруно I кандидатства безуспешно за кралския трон след смъртта на император Ото III през 1002 г. През 1067 г. Екберт I получава Маркграфство Майсен от крал Хайнрих IV. Неговият син Екберт II опонира против император Хайнрих IV и чрез княжеския съд загубва Майсен и графствата във Фризия. С него Бруноните измират по мъжка линия. Сестрата на Екберт II, Гертруда от Брауншвайг e втори път омъжена за Хайнрих Дебели от Графство Нортхайм. Тяхната дъщеря Рихенза († 1141) се омъжва за Лотар от Суплинбург, херцог на Саксония и по-късен император. Тяхната дъщеря Гертруда Саксонска († 1143) e омъжена за херцог Хайнрих Горди от Саксония и Бавария, чрез което Брауншвайгската собственост отива за векове на Велфите.

## Известни Брунони
- Маркграф Екберт I († 1068)
- Маркграф Екберт II († 1090)

## Родословен списък
1. Бруно I († 1015/16), граф в Саксония, ∞ Гизела Швабска († 1043), ∞ 1016/17 император Конрад II († 1039)
  1. Людолф († 1038), ∞ Гертруда от Фризия († 1077)
    1. Бруно II (* 1024; † 1057), граф на Фризия
    2. Екберт I († 1068), ∞ Ирмгард, дъщеря на Оделрик Манфред II, маркграф на Торино (Ардуини)
      1. Екберт II († 1090), ∞ Ода от Орламюнде
      2. Гертруда от Брауншвайг († 1117), ∞ I Дитрих от Катленбург († 1085); II Хайнрих Дебели от Нортхайм († 1101); III Хайнрих I от Майсен († 1103)

    3. Матилда († 1044), ∞ 1043 за Анри I († 1060) от 1031 крал на Франция (Капетинги)